# David Hooper
David Vincent Hooper (Reigate, 31 agosto 1915 – Londra, 3 maggio 1998) è stato uno scacchista britannico, noto soprattutto come autore di libri di scacchi.
Tra i suoi risultati vi sono la vittoria nel torneo di Blackpool 1944, il terzo posto nel campionato britannico del 1954 a Nottingham, la vittoria nel campionato britannico per corrispondenza del 1944 e nel campionato di Londra del 1948. Partecipò con la squadra inglese alle olimpiadi di Helsinki 1952.

## Pubblicazioni
- A Pocket Guide to Chess Endgames, Bell & Hyman, 1970
- A Guide to Chess Endings (con Max Euwe), Dover, 1976
- The Oxford Companion to Chess (con Kenneth Whyld), Oxford University Press, 1992
- Practical Chess Endgames, Law Book Co. of Australasia, 1968
- A Complete Defence to 1.e4: A Study of Petroff's Defence (con Bernard Cafferty), Pergamon Press, 1979
- A Complete Defence to 1.d4: A Study of the Queen's Gambit Accepted (con Bernard Cafferty), Pergamon Press, 1981
- The Unknown Capablanca (con Dale Brandreth), B.T. Batsford, 1975